# 광천 동씨
광천 동씨(廣川董氏)는 한국의 성씨이다. 고려 말에 명나라 접위사(接慰使)로 고려에 들어와 조선 개국에 공을 세워 영천군(榮川君)에 봉해진 동승선(董承宣)을 시조로 한다. 그는 영천(榮川：영주)에 정착하였다가 벼슬에서 물러나 함경도 북청에 뿌리내리게 되었다.그후 동명선 .동치섭.동철섭.동춘섭

## 본관
광천(廣川)은 중국 북부지방의 하북성(河北省) 조강현(棗强縣)에 속한 지명으로 지금의 북경(北京) 근처이며, 중국의 중요 산업지대로 유명하다.있다.

## 역사
한국의 동씨는 동중서의 43세손 동승선(董承宣)을 시조로 하고 있다. 그는 고려 말에 명나라 접위사(接慰使)로 고려에 들어와 조선 개국에 공을 세워 영천군(榮川君)에 봉해지면서 영천(榮川：영주)에 정착하였다가 벼슬에서 물러나 함경도 북청에 뿌리내리게 되었다. 처음에는 영천(영주)를 관향으로 쓰게 되었으나, 함경북도 명천군에 살던 후손들이 원주(原州)로 칭관하는 등 관향을 달리하다가 정유재란 때 명나라 제독으로 조선에 온 동일원(董一元)의 소장문서를 근거로 하여 시조 출생지인 중국 광천을 본관으로 삼게 되었다고 한다.
또 다른 계파는 동승선의 아우인 동인선(董印宣)으로 아버지 친구인 서달(徐達)의 천거로 조선 태조 때 지휘사가 되어 전공을 세워 이부상서(吏部尙書)에 올랐다. 그의 8세손으로 명나라 장군으로 정유재란 때 조선에 온 동일원(董一元)의 차남 동대순(董大順)이 계보를 잇고 있다.
이 두 계파는 1924년 갑자보(甲子譜)를 계기로 결합, 본관을 광천으로 하게 되었고, 광천동씨는 동중서를 시조로 하고 동승선과 동인선을 각각 1세조로 하고 있다.
동승선의 손자 동덕란(德蘭)은 공조시랑을, 현손 동보하(寶夏)와 동상하(尙夏)는 공조전서를 역임하였으며, 인선의 현손 동학정(學政)은 태자태보에 오랐다
동일원(董一元)의 손자 동한필(漢弼)은 조선 인조 때 병자호란으로 청나라와의 굴욕적인 화의가 성립되자 분개하며 벼슬을 버리고 지리산에 은거한 후 누차에 걸친 조정의 부름에도 불응하며 자손들이 벼슬길에 나가지 말도록 유언했다고 한다.
동희방(董希芳)의 아들 동응란(董應蘭)은 1624년(인조 2) 부원수(副元帥) 이괄(李适)이 반란을 일으키자 향병(鄕兵)을 일으켜 난을 평정하는데 공을 세워 진무원종일등공신(振武原從一等功臣)에 책록되고, 우봉 현감(牛峰縣監)을 거쳐 갑산부사(甲山府使)로 나갔다. 그밖의 인물로는 용양위 부호군(龍 衛副護軍)을 지낸 동혜진(董惠震)과 오위도총부부총관(五衛都摠府副摠管)을 역임한 동정란(董廷蘭)이 유명했으며, 동하욱(董夏旭)은 공조 참판(工曹參判)에 올라 부호군(副護軍) 동희경(董禧景), 부사(府使) 동기연(董基衍), 현감(縣監) 동진호(董鎭鎬)등과 함께 가문을 대표했다.

## 인물
- 동덕모(董德模. 1925년 ~ ) : 前 서울대학교 법대 교수
- 동홍욱(董弘旭, 1928년 ~ ) : 제3대 국토통일원 차관
- 동헌종(董憲鍾, 1958년 ~ ) : 의사. 성균관대학교 의과대학 교수.
- 동봉철(董奉瞮, 1970년 ~ ) : 야구선수
- 동효희(1970 ~): 영화배우
- 동일섭(董日燮) : 철학자
- 동영배(董永培, 1988년 ~ ) : 보이그룹 BIGBANG의 멤버

## 가계
@♥★♥1598년 무술년 조명 연합군 4로 병진책(동 서 해 중) 중로군
  흠차도독(명국)
" 董一元(둥 이 위안)" ♥현 2018년 420년전 60갑자 7회갑의 시간 " 1598년 무술년 음력 삭(달이 완전히 가려진 어두운 시간대 ) 음력10월1일 새벽3시~아침7시 경상남도 사천  신채성전투 (일본군이 만든 성)-지휘 왜놈군 장수 현63살 노인네장군 아들 타다쓰네 참전ㆍ 가고시마(규수) 싸스마 번주 시마즈 요시히로(島津 義弘)와 왜놈 조선에서 무조건 퇴각의 마지막 승부의 전쟁
시마즈 부대가 신채 新寨(사천성)전투에선 대승 하였으나 음력 11월19일 노량해전에서 이순신 통제사에게 500척의 안택선중 고작 50대만 살아 돌아가는 대패를 당한다.
1627년경 명나라가 망하기전ᆞ 청나라가 개국하자 동일원의
첫째아들 대순과 둘째 창순은 정유재란 시  조선에 종군하여 명나라가 망한후 조선에 정착 하였다.
마천면 지리산 한남군(세종의 12번째 아들ㆍ후궁 어머니는 혜빈양씨(청주楊씨 ) 가 세조의 쿠데타에 반기를 들어 사육신과 함께 유배되어 사사된 지역 현 마천면 한남마을이 있는 곳에 배두정(명국이 위치한 서북쪽을 향해 삼시 절하는곳)에서 기거하며 명국에 의리를 다하고,
둘째 창순은
평안도 安州牧使(현 도지사) 로 안주지역을 다스린후 임금(인조)에게 진안군 진안읍(언건마을의 선산과 봉지)의 땅을 하사받고 조선에 정착 합니다.
이때에 동일원 중로군 도독은 중국 허베이성 헝수이시 廣川鎭 징안(경현)  광천동씨의 한나라 대유학자 董仲舒 족보를 가지고 조선에 지원 명군으로 오셔서 ♥董承宣 가솔들에게 전합니다.
두분 다 첫째 부인 옛적 전한시대후 (BC 10~AC20년) 신나라(왕망)의 사돈집안 김씨(투후 김일제 후손 한나라 무제가 유(劉)씨성의  글자중 金씨 성을 하사함.) 중국에서 같이 정치를 총괄했던 金海김씨 부인을 맞이 합니다.   삼국사기 진흥왕 순수비에 통일신라 文武王은 대가야 구형왕이 9대조 금관가야 김수로왕이 15대 시조가 됨 "무덤과 사당은 지금도 있으니 통일신라 종묘에 합하여 제사를 지냅니다.
♥1598무술년 음력 10월1일 삭 새벽6시 ♥
사천성 신채전투 지휘 將軍 명군 4로병진책 중로군 흠차도독(明國의 관등♥둥 이위안
董一元) ♥도독장군  지휘 명군 2만7천명 조선군 수하 ♥鄭起龍 將軍♥ 휘하 참전3천명  조명연합군 총3만명 아침 식사전 왜놈들 사천바다로 몰아 수장 시키려 했지만~
뫠놈 가고시마 싸쓰마번주  ★시마즈 요시히로(道津 義弘) 와 전투 당시 성벽을 부수는 불랑기포(프랑스제 화포)의 탄환에 큰 자폭 화염이 발생 전열이 아수라장 중 왜놈 기마병 2천명이 일시에 연합군진 속으로 질풍같이 달려들어 다수의 전사자 발생해 왜늠군과 화의 제의함 조명군 전사자 약1만3천명(현 경상남도 사천 선진리성 옆에 조명군총 무덤) 목을 잘라가(뎅강 무대기) 승전기념
일본군 싸스마번주 시마즈 요시히로 장군 총1만5천명...
1598무술년 음력 11월19일 새벽2시~오후2시 이순신 전사한 노량해전 이순신장군 지휘ㆍ 명군지휘  진린장군 조명연합군 과  일본 현대 가고시마 번주 시마즈 요시히로 사병과 노량해전 시마즈군 500척의 아타케부네 중 50여척만 살아서 돌아가는 폭삭 망함.♥ 소서행장(고니시 유키 나가) 전투중 일본으로 빠져 나감 심당길등 다수의  도자기공들을 납치해감ㆍ추후 261년후  도자기수출로 1859년 일본 싸스마번이  메이지유신의 주역들이 된다.
왜놈 사상자3천~5천명  살아 남아  일본 돌아간 사병들은 대략 1500명정도ㆍ
1600년 음력 9월15일 일본 쇼군정치의 원류가된
세끼 가하라 전투 동군측  대장 ㆍ도쿠가와 이예야스(德川家康)의 쿠데타세력  동군측과ㆍ방어군  서군측 이시다 미쓰나리(석전삼성). 토요토미 히데요시(豊臣秀吉) 서거후(1598.음 08.18) 아들 토요토미 히데요리의 섭정막후와  전쟁당시  히데요리측 서군의 시마즈 요시히로(도진의홍) 부대의 전투병1500명 참전ㆍ1598년 음11월19일 노량해전에서 살아 돌아간 남은자의 수와 같다!!
동일원의 차남 동대순이 조선으로 귀화하여 광천 동씨의 시조가 되었다.